# Ilythea cressoni
Ilythea cressoni är en tvåvingeart som beskrevs av Edwards 1933. Ilythea cressoni ingår i släktet Ilythea och familjen vattenflugor. Inga underarter finns listade i Catalogue of Life.